# Антонюк, Виталий Степанович
Виталий Степанович Антонюк (10 октября 1939 года—6 мая 2002 года) — советский и белорусский учёный-зоотехник, член-корреспондент ВАСХНИЛ (1991), иностранный член РАСХН (1992), академик Академии сельскохозяйственных наук Республики Беларусь (1992), академик Украинской академии аграрных наук (1992).

## Биография
Родился 10 октября 1939 года в городе Кременчуге Украинской ССР.
В 1962 году — окончил Витебский ветеринарный институт.
С 1964 по 1968 годы — аспирант Белорусского НИИ животноводства.
С 1962 по 1966 годы — работал зоотехником, директором (1963—1966) Государственного животноводческого комплекса, г. Несвиж.
С 1966 по 1969 годы — работал в отделе сельского хозяйства Минского исполкома (1966—1969).
С 1969 по 1974 годы — инструктор ЦК КП Белоруссии.
С 1974 по 1987 годы — заведующий отделом разведения сельско-хозяйственных животных, директор Белорусского НИИ животноводства.
С 1984 по 1987 годы — генеральный директор Ассоциации «Племэлита».
В 1985 году — защитил докторскую диссертацию в области биологических наук.
С 1987 по 2002 годы — начальник Управления науки и образования Министерства сельского хозяйства и продовольствия Республики Беларусь, одновременно профессор кафедры технологии и механизации животноводства Белорусского аграрно-технического университета.
В 1991 году — избран членом-корреспондентом ВАСХНИЛ, в 1992 году — избран академиком Академии сельскохозяйственных наук Республики Беларусь и академиком Украинской академии аграрных наук.
Виталий Степанович Антонюк умер 6 мая 2002 года.

## Научная деятельность
Видный ученый в области частной зоотехнии.
Основные научные исследования посвящены вопросам селекции и выращивания сельскохозяйственных животных, организации их полноценного кормления, технологии воспроизводства животноводства.

### Основные труды
- Биология и техника искусственного размножения свиней. — Минск: Ураджай, 1978. — 176 с.
- Организация воспроизводства сельскохозяйственных животных / соавторы: В. В. Жаркин, Л. Г. Безлюдников. — Минск: Ураджай, 1985. — 166 с.
- Биотехнические способы повышения эффективности оплодотворения сельскохозяйственных животных. — Минск: Ураджай, 1988. — 198 с.
- Скотоводство и технология производства молока и говядины: учебное пособие для учащихся средних специальных учебных заведений сельскохозяйственного профиля / соавтор Р. И. Савозук. — Минск: Ураджай, 1998. — 215 с.
- Животноводство : пособие / Антонюк В.С., Плященко С.И., Сапего В.И., Ракецкий П.П., Яковчик Н.С., Пестис В.К., Попков Н.А., Пилюк Н.В. — Минск : БГАТУ, 2003.

## Награды
- Орден «Знак Почета» (1971)
- медали
- Почетная грамота Совета Министров СССР (1980)
- Диплом Верховного Совета Республики Беларусь (1996)